# Protrichoprosopis chaetosus
Protrichoprosopis chaetosus là một loài ruồi trong họ Tachinidae.